# Alexei Wladimirowitsch Batalow

Alexei Wladimirowitsch Batalow (2006)

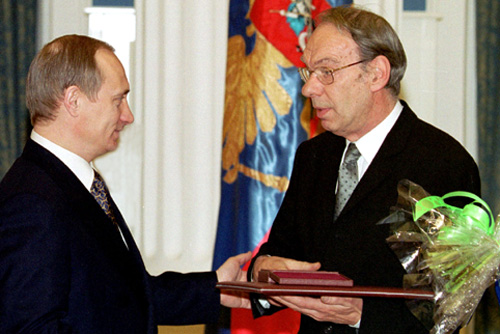
Wladimir Putin und Alexei Batalow (2000)

Alexei Wladimirowitsch Batalow (russisch Алексей Владимирович Баталов; * 20. November 1928 in Wladimir; † 15. Juni 2017 in Moskau) war ein sowjetischer und russischer Schauspieler, Regisseur und Drehbuchautor.

## Leben
Batalow wurde in eine Schauspielerfamilie geboren. Sein Vater war Wladimir Batalow, der Bruder des früh verstorbenen Schauspielers Nikolai Batalow. Alexei wuchs jedoch in der Familie seines Stiefvaters, des Schriftstellers Wiktor Ardow, auf. Batalow absolvierte 1950 die Theaterschule beim MChAT und wurde wie seine Eltern Schauspieler. Er begann seine Karriere als Theaterschauspieler am Theater der Sowjetarmee und wechselte dann in die Truppe des MChAT, wo er von 1953 bis 1956 tätig war.
Seinen Durchbruch beim Film hatte er 1954 mit Iossif Cheifiz’ Eine große Familie und erhielt hierfür gemeinsam mit dem übrigen Schauspielensemble den Darstellerpreis in Cannes. In der Zeit der Tauwetter-Periode entwickelte er sich zu einem der erfolgreichsten sowjetischen Filmschauspieler. Er spielte 1956 den Revolutionär Pawel Wlassow in einer Verfilmung von Maxim Gorkis Die Mutter; eine Rolle, die bereits sein Onkel Nikolai Batalow in der Verfilmung aus dem Jahr 1926 verkörpert hatte. Ab 1957 widmete sich Alexei Batalow ganz dem Film und arbeitete für die Lenfilm-Studios in Leningrad. Unter der Regie von Cheifiz trat er in den Tschechow-Verfilmungen Die Dame mit dem Hündchen (1960) und In der Stadt S. (1967) auf. Für Die Dame mit Hündchen wurde er mit dem Jussi-Preis für den besten ausländischen Darsteller ausgezeichnet. Batalow war zumeist in der Rolle eines modernen, moralisch integeren und sozial verantwortlich handelnden Sowjetmenschen zu sehen. Zu den Höhepunkten seines schauspielerischen Schaffens gehören Michail Kalatosows Die Kraniche ziehen (1957), Michail Romms Neun Tage eines Jahres (1962) und Wladimir Menschows Moskau glaubt den Tränen nicht (1979). Letzterer erhielt 1981 den Oscar als bester ausländischer Filme und wurde von über 84 Millionen Kinozuschauer gesehen.
1960 hatte Batalow sein Regiedebüt mit der Gogol-Verfilmung Der Mantel. Gemeinsam mit Iossif Schapiro inszenierte er 1966 den Film Tibul besiegt die Dickwänste und 1973 war er Regisseur der sowjetisch-tschechoslowakischen Koproduktion Der Spieler.
Seit 1975 lehrte er am Gerassimow-Institut für Kinematographie (WGIK), 1979 wurde ihm der Professorentitel verliehen. 1984 erschien sein Buch Schicksal und Handwerk. Batalow war verheiratet, er lebte und arbeitete in Moskau.
Er erhielt mehrere staatliche sowjetische Auszeichnungen, darunter zweifach den Leninorden (1967 und 1989) und 1981 den Staatspreis der UdSSR. 1984 wurde ihm der bulgarische Orden Kyrill und Methodius verliehen. 2002 erhielt er eine Ehren-Nika; 2007 wurde er für sein Lebenswerk mit dem Spezialpreis des Moskauer Filmfestivals geehrt.

## Filmografie (Auswahl)

### Als Schauspieler
- 1954: Eine große Familie (Большая семья)
- 1956: Der Fall Rumjanzow (Дело Румянцева)
- 1956: Die Mutter (Мать)
- 1957: Die Kraniche ziehen (Летят журавли)
- 1958: Daß es dich gibt (Дорогой мой человек)
- 1960: Die Dame mit dem Hündchen (Дама с собачкой)
- 1962: Neun Tage eines Jahres (Девять дней одного года)
- 1963: Tag des Glücks (День счастья)
- 1964: Das Licht von einem fernen Stern (Свет далёкой звезды)
- 1966: In der Stadt S. (В городе С.)
- 1966: Tibul besiegt die Dickwänste (Три толстяка)
- 1967: Der siebente Trabant (Седьмой спутник)
- 1968: Der lebende Leichnam (Живой труп)
- 1970: Achtung, Schildkröte! (Внимание, черепаха!)
- 1970: Die Flucht (Бег)
- 1973: Es gibt kein Zurück (Возврата нет)
- 1974: Mord auf englische Art (Чисто английское убийство)
- 1975: Rikki-Tikki-Tawi (Рикки-Тикки-Тави)
- 1975: Traum vom fernen Glück (Звезда пленительного счастья)
- 1978: Späte Begegnung (Поздняя встреча)
- 1979: Moskau glaubt den Tränen nicht (Москва слезам не верит)
- 1983: Geschwindigkeit (Скорость)
- 1986: Ein Regenschirm für Verliebte (Зонтик для новобрачных)
- 1990: Pochorony Stalina (Похороны Сталина)
- 1991: Poltergeist-90 (Полтергейст-90)

### Als Regisseur
- 1959: Der Mantel (DDR-Titel), Gestohlenes Leben (BRD-Titel) (Шинель)
- 1966: Tibul besiegt die Dickwänste (Три толстяка)
- 1972: Der Spieler (Игрок)

### Als Drehbuchautor
- 1966: Tibul besiegt die Dickwänste (Три толстяка)
- 1989: Pojesdka w Wiesbaden (Поездка в Висбаден)

## Auszeichnungen
- Staatspreis der RSFSR (1966)
- Staatspreis der UdSSR (1981)
- Staatspreis der Russischen Föderation (2005)
- Verdienter Künstler der RSFSR (1964)
- Volkskünstler der RSFSR (1969)
- Volkskünstler der UdSSR (1976)
- Orden der Heiligen Kyrill und Methodius (1984)
- Held der sozialistischen Arbeit (1989)
- Leninorden 2× (1967, 1989)
- Verdienstorden für das Vaterland 3. Klasse (1998)
- Verdienstorden für das Vaterland 2. Klasse (2008)
- Nika-Filmpreis in der Kategorie „Ehre und Würde“ (2001)